# Nadia Yala Kisukidi
Nadia Yala Kisukidi (Cidade de Bruxelas, 8 de outubro de 1978) é uma filósofa, escritora e acadêmica francesa, que reexaminou a noção de "negritude" com suas implicações coloniais na França e no resto da Europa. Também interessada em arte contemporânea, foi selecionada como uma das duas curadoras da Bienal de Yango de 2020, em Quinxassa, na República Democrática do Congo. Escreveu amplamente sobre filosofia francesa e africana e publicou "Bergson ou Humanidade Criativa" (em francês: "Bergson ou l'humanité créatrice"), em 2013.

## Biografia
Nadia Yala Kisukidi nasceu na Cidade de Bruxelas, em 8 de outubro de 1978. É filha de pai congolês e mãe franco-italiana. Começou a estudar filosofia na Universidade Charles de Gaulle – Lille III, em Lille, com Fréderic Worms, em 1998, obtendo um doutorado, em 2010, com uma tese intitulada "Humanidade criativa. Um ensaio sobre a significação estética e política da metafísica de Bergson" (em francês: "L’humanité créatrice. Essai sur la signification esthétique et politique de la métaphysique de Bergson").
Desde 2011, realizou vários workshops em várias universidades francesas, na Universidade de Genebra e na Jan van Eyck Academie, em Maastricht, nos Países Baixos. De 2014 a 2016, foi vice-presidente do Collège international de philosophie. Seu trabalho centra-se na filosofia francesa do século XX, filosofia da religião e perspectivas filosóficas africanas, com análises históricas, éticas e políticas.
Em conexão com os trabalhos de Aimé Césaire sobre "la négritude" (negritude), explica que gosta da maneira como Césaire chega ao universal dinamizando os essencialismos e separatismos para construir o que chama de "uma agenda política de solidariedades" ("une politique des solidarités").
No final de 2019, foi convidada a escrever "Uma Carta para a Europa" (em inglês: "A Letter to Europe"), que conclui da seguinte forma:
| “                                               | Como Susan Sontag, acredito que existem duas Europas. A Europa que você encarna, na qual eu vivo e que não cumpre, empurrando seus muros, suas fronteiras para a África. E uma segunda Europa, constantemente adiada, existindo apenas ao modo hipotético do que ainda está por vir. Entre eles, o que resta: a ferocidade íntima da luta política. | ” |
| — Nadia Yala Kisukidi, em "A Letter to Europe", | |   |

## Publicações
- Bergson ou l'humanité créatrice, 2013, Paris, CNRS, 305 p., ISBN 978-2-27-107895-7
- «Construire la paix : humanisme, langues et littérature chez Bergson», com Arnaud François, Camille Riquier, Caterina Zanfi e Nadia Yala Kisukidi (dir.), Annales bergsoniennes VII. Bergson, l’Allemagne, la guerre de 1914, 2014, p. 213-234, ISBN 978-2-13-061764-8
- «Vie éthique et pensée de la libération. Lecture critique des usages senghoriens de Marx à partir de Fanon», Actuel Marx, 2014/1, n.° 55
- Direction du dossier, «Négritude et philosophie», Rue Descartes, 2014/4, n.° 83
- «Autour de Jane One Ramier», Rue Descartes, 2014/4, n.° 83
- «Le "missionnaire désespéré" ou de la différence africaine en philosophie», Rue Descartes, 2014/4, n.° 83
- (ed.) Emmanuel Mounier, La pensée de Charles Péguy : la vision des hommes et du monde, Ed. scientifique de Nadia Yala Kisukidi e Yves Roullière, Paris, Le Félin, 2015, 311p., ISBN 978-2-86-645814-0
- «Les morts de Lumumba», Dé(s)générations, n° 22, «Penser avec l'Afrique» (dir. Arnaud Zohou), maio/2015
- «Décoloniser la philosophie. Ou de la philosophie comme objet anthropologique», Présence africaine, 2015/2, n.° 192, p. 83-98
- Prefácio de L’Atlantique noir de Paul Gilroy, Ed. Amsterdam, Paris, 2017
- «Le nom “Noir” et son double», Esprit, 2018/12
- Afrocentricités, Histoire, philosophie et pratiques sociales. Coordenção com Pauline Guedj do n.° 52, Tumultes, 2019/1
- «Le "miracle grec"», Tumultes, 2019/1, n.° 52. Éditions Kimé
- «Francophonie, un nouveau French Power?» , La Revue du crieur, 2019/2, n.° 10. Éditions La Découverte
- «Géographies de la pensée : la philosophie à l’épreuve», Afrique contemporaine, 2020/1, n.° 271-272
- «L'universel dans la brousse», Esprit, 2020/1
- «Kinshasa Star Line», Multitudes, 2020/4, n.° 81
- «Tanina Ntoto, Grand-maternités politiques», Multitudes, 2020/4, n.° 81
- «Les identités-frontières de Gloria Anzaldúa», Ballast, Julho/2020
- Dialogue transatlantique — Perspectives de la pensée féministe noire et des diasporas africaines, com Djamila Ribeiro, Anacona, 2021